# 紐卡斯爾安德萊姆
紐卡斯爾安德萊姆（英語：Newcastle-under-Lyme）是英國英格蘭斯塔福德郡北部的一座集鎮，位於特倫特河畔斯托克西側。本鎮亦是斯塔福德郡紐卡斯爾安德萊姆區的行政中心。據2011年人口普查，紐卡斯爾安德萊姆有人口75,082人。

## 名稱來源
「紐卡斯爾」這個名字來源於 12 世紀中葉的一座城寨城堡。為了報答切斯特伯爵雷納夫 （Ranulf de Gernon）在無主時代時的支持，斯蒂芬國王將當地的土地賜給他。該座城堡就是在這之後建造的。「萊姆」可能指的是萊姆溪或萊姆森林（有酸橙和榆樹），覆蓋了廣闊區域，包括當今柴郡、斯塔福德郡和德比郡部分地區。

## 歷史

### 12-19世紀
紐卡斯爾安德萊姆鎮並沒有被記錄在 1086 年的末日審判書中，因為它是在一座 12 世紀的城堡周圍發展的。
1235 年，亨利三世將該鎮變成了一個自由自治市鎮，授予行會和其他特權。 1251 年，他根據向市民提供的農場補助金將其出租。 1265 年，王室將本鎮授予西蒙·德孟福爾，後來又授予駝背者愛德蒙，並通過後者傳給了亨利四世。在約翰·利蘭 (John Leland) 的時代，上述城堡已經消失。
除了成為保皇派掠奪的受害者外，本鎮在英國內戰中並沒有發揮太大的角色。 然而，它是托馬斯·哈里森少將的家鄉。他是克倫威爾時期的一名軍官，也是第五王國派領袖。
英國下議院曾於1355 - 1885 年設有兩席代表本鎮的議員，後來改為只設一席。

### 20世紀
1910年4月1日，漢利（Hanley）郡自治市、伯斯勒姆（Burslem）、朗頓（Longton）和斯托克市自治市，連同坦斯托（Tunstall）和芬頓（Fenton）都市區組成了特倫特河畔斯托克郡自治市鎮（以下簡稱斯托克鎮）。1919 年，斯托克鎮希望進一步擴大，吞併位於其西側的紐卡斯爾安德萊姆鎮和沃爾斯坦頓聯合市區（Wolstanton United Urban District）。由於紐卡斯爾安德萊姆鎮當局的強烈反對，因此合併未能成功。 1930年，斯托克鎮再次嘗試擴展，推動了特倫特河畔斯托克擴展法案。儘管紐卡斯爾安德萊姆非常接近斯托克，當地並非直接與陶瓷產業有連繫，居民亦強烈反對當地併入斯托克鎮的計劃。 最終，沃爾斯坦頓於 1932 年併入本鎮，本鎮則未被併入斯托克鎮。

## 交通

### 鐵路

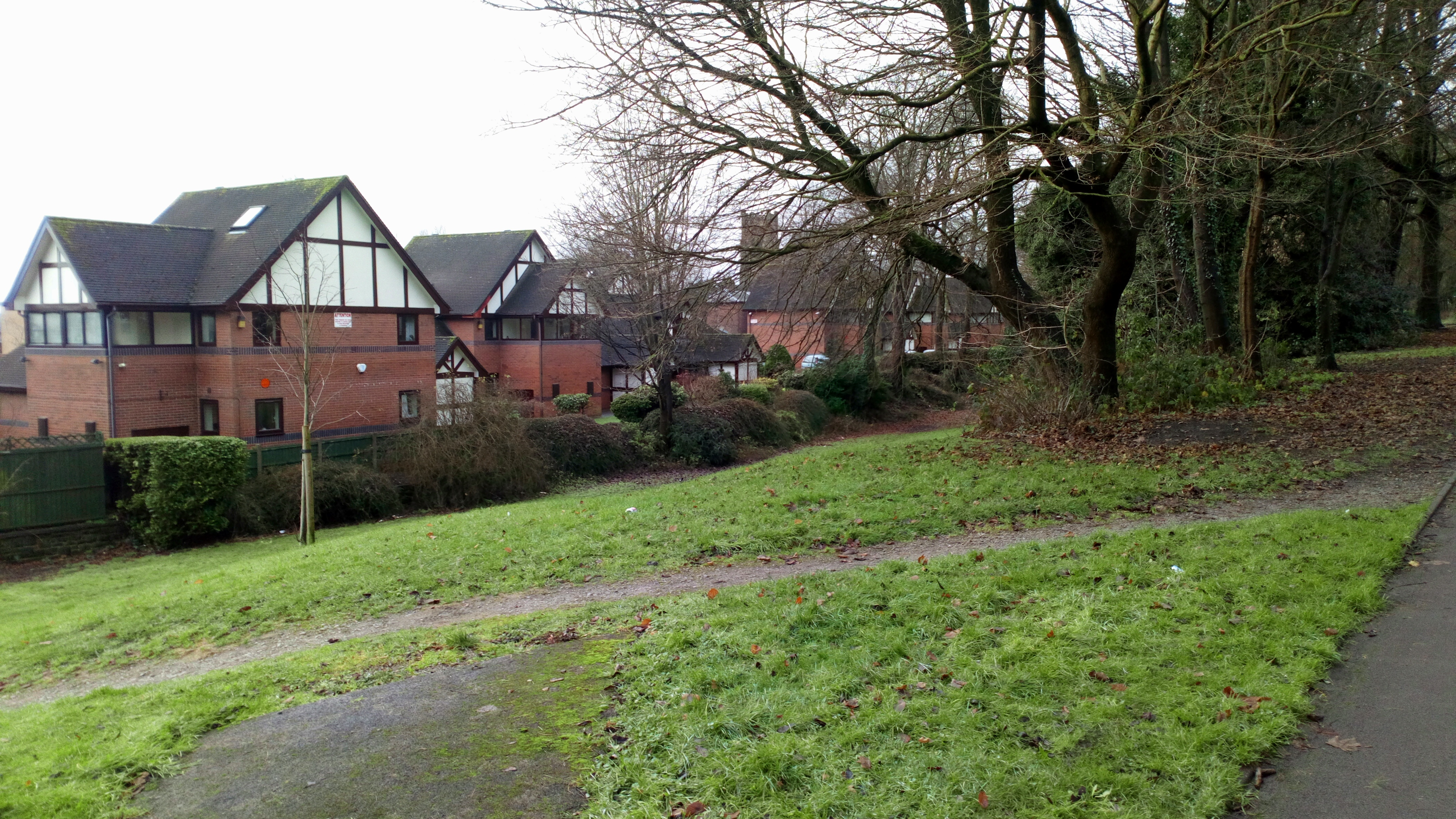
紐卡斯爾安德萊姆站舊址，現已成為綠地

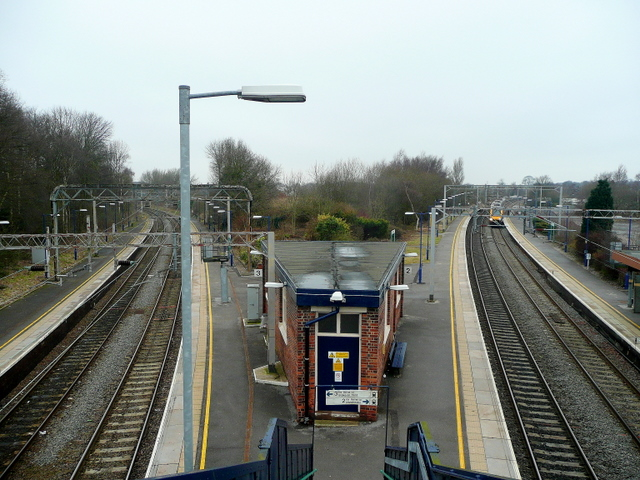
位於鐵路交匯處上的傑斯哥夫（Kidsgrove）站，左方鐵路往西至克魯、右方鐵路往北至曼徹斯特

本鎮曾經由北斯塔福德郡鐵路斯托克至馬基特德雷頓支線服務。該支線於史篤城站自主線向西分岔，經過本鎮、錫爾弗代爾、基爾（Keele），並以馬基特德雷頓為終點站。紐卡斯爾安德萊姆站於1852年9月開通。該站以西亦曾設有兩個位於鎮內的招呼站，分別位於布蘭普頓和利物浦路上。兩座招呼站均於1905年啟用、1923年4月關閉。
該支線錫爾弗代爾至馬基特德雷頓段於1956年5月終止客運業務，剩餘路段則因為比欽大斧而於1964年3月2日終止客運業務。因此本鎮現時沒有火車站於其行政區內，是英格蘭同類鎮中人口第3多。
現時沃爾斯坦頓東北側靠近長港（Longport）站。該站位置上雖然屬於斯托克，但十分接近斯托克與本鎮的邊界。該站週一至六提供每小時一班來往克魯和伯明翰新街站的倫敦西北鐵路列車服務。此外，北方列車於週一至六亦每日有兩班停靠該站的列車前往曼徹斯特皮卡迪利站，其中一班會續駛至黑潭北站。
傑斯哥夫（Kidsgrove）站為現時惟一位於紐卡斯爾安德萊姆區的火車站。該站非繁忙時間的班次（每小時）為：
- 2班 往克魯
- 1班 往伯明翰新街
- 1班 往紐瓦克城堡，經德比和諾丁漢
- 1班 往斯托克
- 1班 往曼徹斯特皮卡迪利，經馬格斯菲特

### 道路
現時紐卡斯爾安德萊姆主要以巴士為市內的公共交通工具。第一集團為當地和斯托克主要的市內巴士營運商，並於鎮中心的巴士總站設有巴士路線前往長港站、傑斯哥夫站、史篤城站和鄰近的朗頓站：
| 路線編號 | 主要途經火車站、地區、市鎮     |
| -------- | ------------------------------ |
| 4        | 漢利                           |
| 4A       | 漢利、傑斯哥夫                 |
| 11       | 斯托克 、朗頓 、漢利           |
| 22       | 朗頓                           |
| 25       | 基爾大學、漢利                 |
| 98       | 長港站 、坦斯托                |
| 99       | 長港站 、伯斯勒姆              |
| 101      | 漢利、史東（Stone） 、斯塔福德 |

第一集團於當地的巴士網絡亦有連接克魯、奧薩格、利克和比多夫（Biddulph）等鄰近市鎮。Arriva亦設有一巴士路線（64號）來往漢利和什魯斯伯里，並途經本鎮及馬基特德雷頓。
本鎮的南邊和西邊有M6高速公路經過、東邊和北邊有A500路經過。

## 教育
基爾大學位於本鎮中心以西5公里處。

## 人口
2001年人口普查記錄的 73,944 名居民中，51.7%（38,210 人）為女性，48.3%（35,734 人）為男性。 其中，78.2%（57,819 人）表示他們的宗教信仰是基督教，12.9%（9,570 人）表示他們沒有宗教信仰。伊斯蘭教、猶太教、佛教和錫克教各自覆蓋了不到 1% 的人口。在種族方面，97.8% 的人口將自己定義為白人，其餘為混血兒 - 0.6%）、印度人 - 0.4%、巴基斯坦人 - 0.2%、黑人 - 0.2%、中國人 - 0.2%，以及其他族群 – 0.4%。
在就業方面，62.2%（21,586 人）的人口從事全職工作，19.4%（6,746 人）從事兼職工作。製造業就職人口為 7,058 人（21.5%，佔比為最大）、批發和零售為 6,157 人（18.7%）、衛生和社會工作為 4,097 人（12.5%），金融、房地產和商業活動則為 3,823 人（11.6%）。
當地自19世紀就有猶太人居住。 1873 年，猶太人群體購買了一座古老的威爾士小教堂用作猶太會堂。 1923 年，一座新的猶太會堂在漢利建成。該會堂於 2004 年關閉後，會眾改往本鎮一個較小的猶太會堂。

## 當地相片

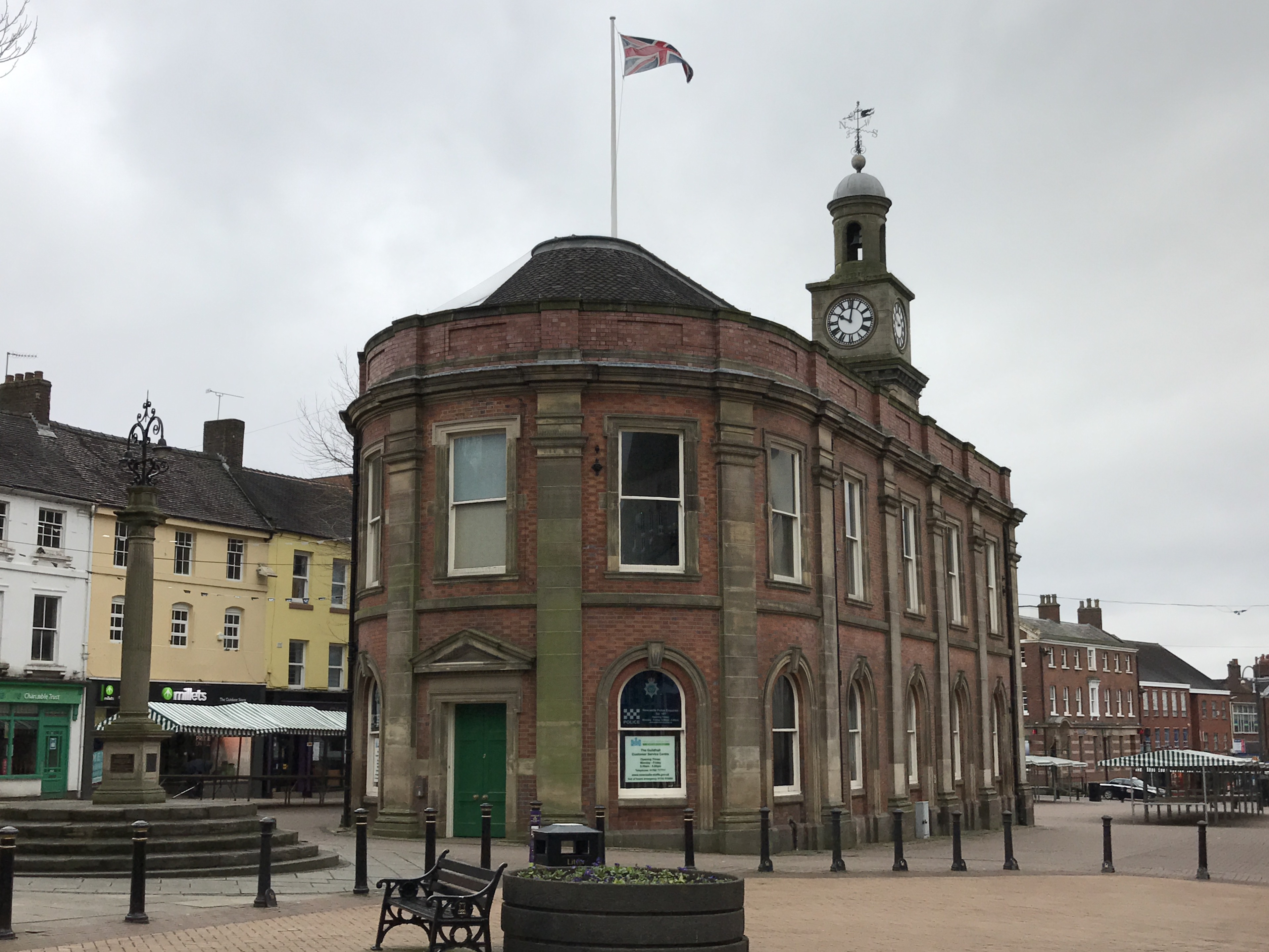
鎮政廳
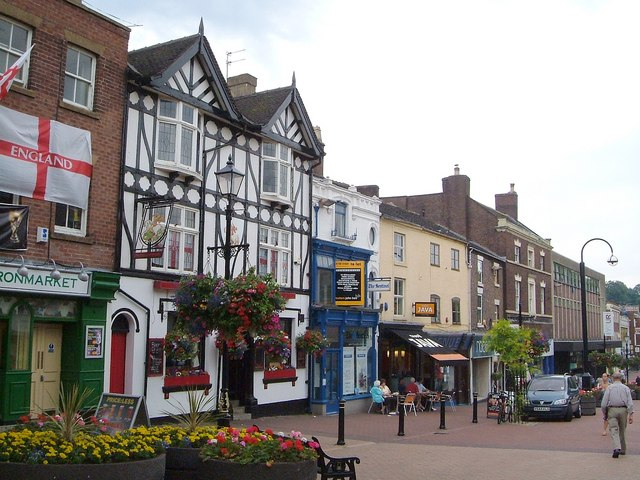
當地街景
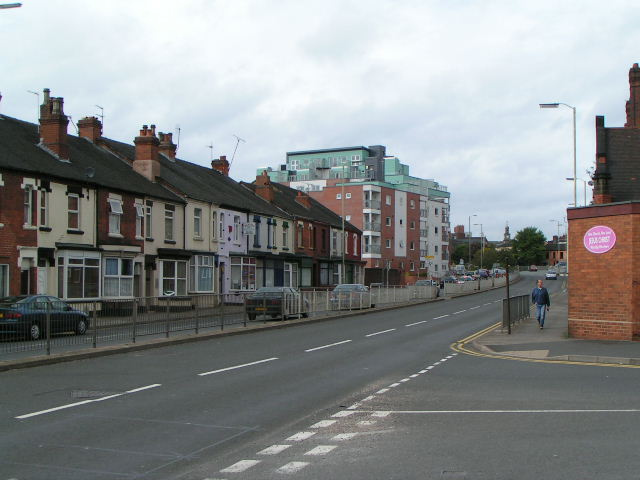
連接了史東和本鎮的A34路
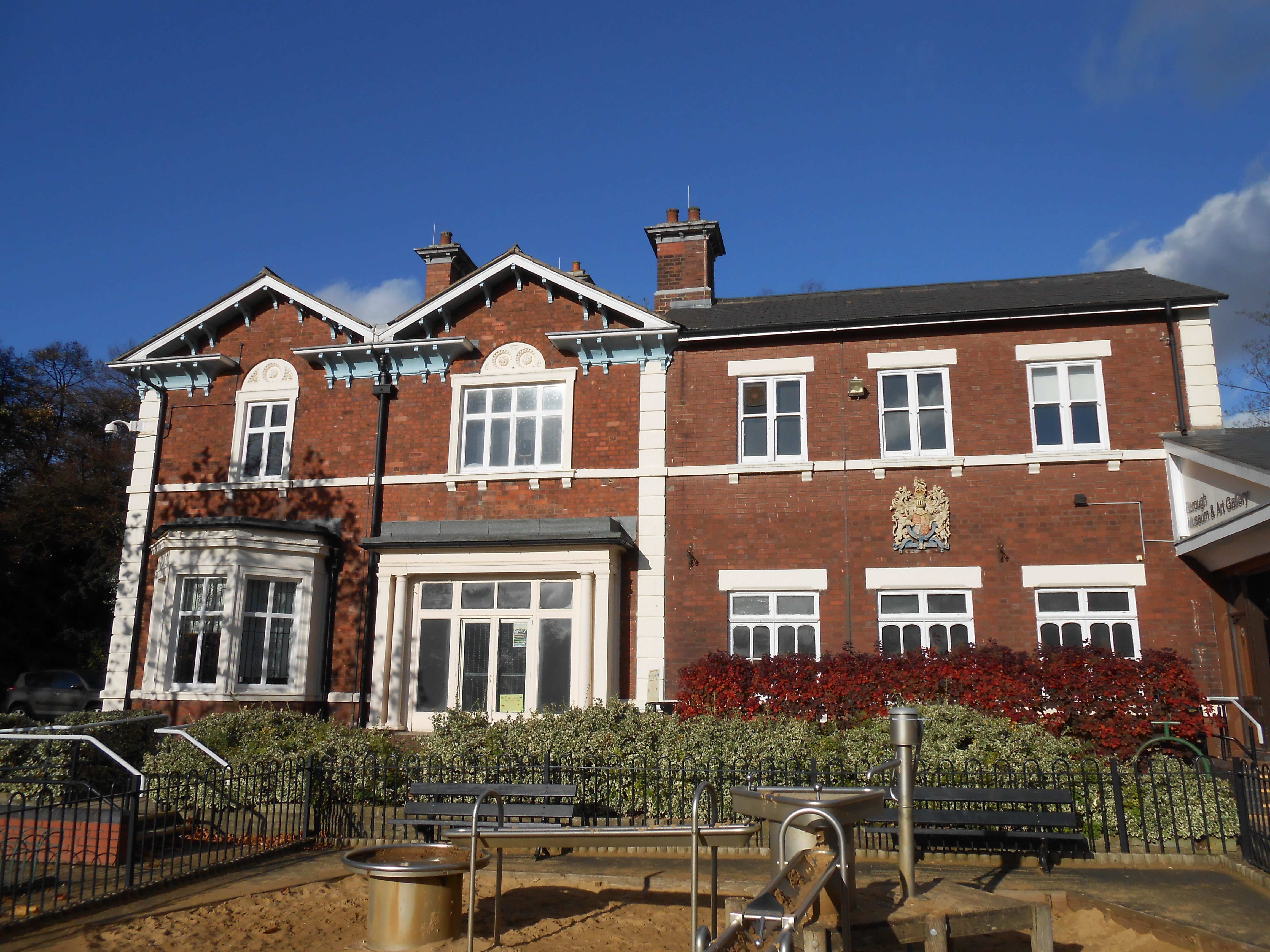
紐卡斯爾安德萊姆博物館及美術館
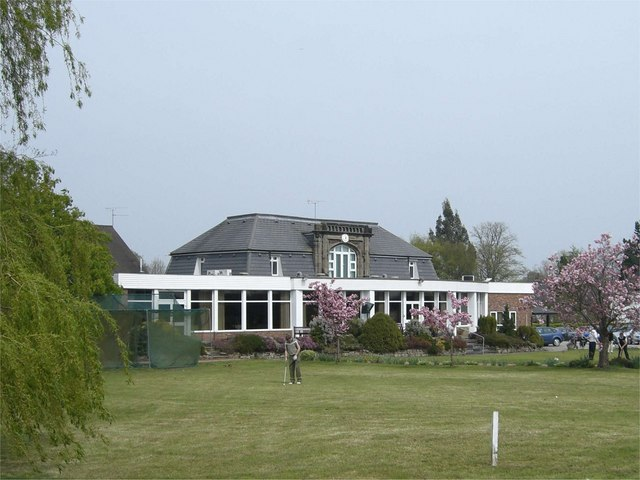
紐卡斯爾安德萊姆高爾夫球會
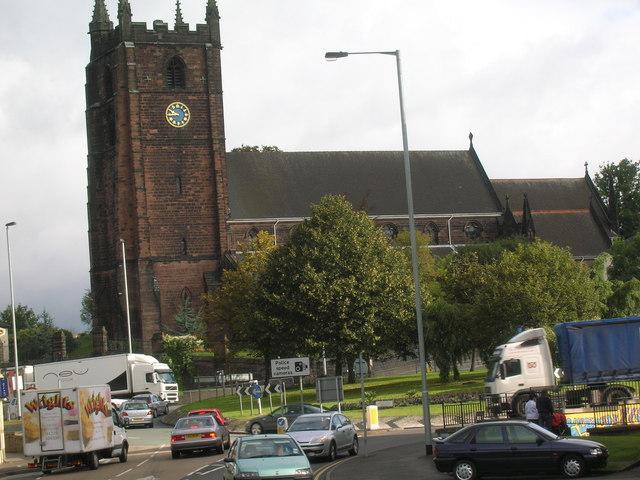
當地的聖吉爾斯（St Giles'）教堂
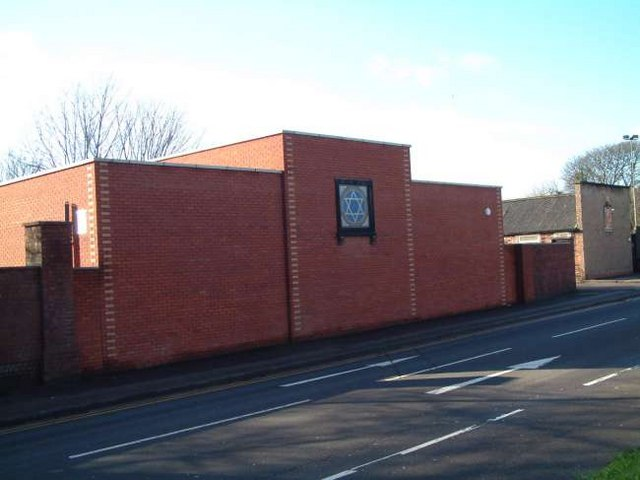
位於A34路上的猶太會堂及墳場